# Svazek obcí mikroregionu Uničovsko
Svazek obcí mikroregionu Uničovsko je dobrovolný svazek dle zákona č. 128/2000 sb. o obcích v okresu Olomouc a okresu Šumperk, jeho sídlem je Uničov a jeho cílem je spolupráce při společném řešení zajištění rozvoje mikroregionu v oblasti průmyslového rozvoje, životního prostředí, cestovního ruchu a prohlubování kulturních tradic. Sdružuje celkem 14 obcí a byl založen v roce 2005.

## Obce sdružené v mikroregionu
- Dlouhá Loučka
- Lipinka
- Medlov
- Nová Hradečná
- Oskava
- Paseka
- Pňovice
- Strukov
- Šumvald
- Troubelice
- Újezd
- Uničov
- Želechovice
- Žerotín